# Servicio de Vivienda y Urbanización
El Servicio de Vivienda y Urbanización (Serviu) es una institución autónoma del Estado en cada región de Chile, que se relaciona con el Gobierno a través del Ministerio de Vivienda y Urbanismo (Minvu), posee Personalidad Jurídica de derecho público, con patrimonio distinto del Fisco y de duración indefinida.
No obstante la autonomía con la que cuenta el Serviu en materias de índole presupuestario y de personal, depende del Ministerio de Vivienda y Urbanismo (Minvu).

## Historia

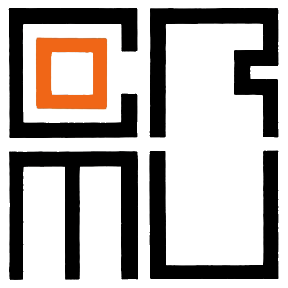
Logotipo de la Corporación de Mejoramiento Urbano (CORMU).

En 1976 se crea el Serviu en cada región del país, cuando se dicta el DL Nº 1.305, que reestructura y regionaliza el Ministerio de Vivienda y Urbanismo (MINVU), desconcentrándose territorialmente a través de una Secretaría Ministerial Metropolitana y Secretarías Regionales Ministeriales. Se crean las Secretarías Regionales Ministeriales (Seremi) y los Departamentos de Desarrollo Urbano en todas las regiones del país. Se fusionan las cuatro corporaciones: Corporación de Servicios Habitacionales (CORHABIT), Corporación de Mejoramiento Urbano (CORMU), Corporación de la Vivienda (CORVI) y Corporación de Obras Urbanas (COU), estableciéndose un Servicio Regional de Vivienda y Urbanización en cada una de las regiones y uno en el Área Metropolitana, denominándose Serviu y agregando la mención de la región a que corresponde.
También, se promulga una nueva Ley General de Urbanismo y Construcciones. A través de los años han sido numerosos los mecanismos implementados en la permanente búsqueda de mayor eficacia y eficiencia para atender la demanda habitacional de la población, particularmente de los sectores de mayor vulnerabilidad.[cita requerida] Es así como en 2006 se implementa la Nueva Política Habitacional que se caracteriza por un mejoramiento de la calidad e integración social, que permitirá disminuir drásticamente el déficit habitacional del 20% más pobre de la población, aumentar la superficie de las viviendas sociales y asegurar su calidad.[cita requerida] Asimismo, su implementación apunta a revertir la segregación social de la ciudad, mejorando el stock de casas y barrios existentes, y seguir ayudando a los sectores medios que necesitan del apoyo del estado para alcanzar su vivienda propia.[cita requerida]
Algunos puntos relevante de la Nueva Política Habitacional son el histórico aumento de los subsidios habitacionales, el mejoramiento de la calidad constructiva, el subsidio a la localización, el programa de Protección del Patrimonio familiar, el Programa Quiero Mi barrio y el fortalecimiento de las redes sociales que han permitido la efectiva participación de la comunidad en la elaboración de sus proyectos habitacionales.

### Direcciones regionales
- Sitio web oficial Serviu Región de Arica y Parinacota
- Sitio web oficial Serviu Región de Tarapacá
- Sitio web oficial Serviu Región de Antofagasta
- Sitio web oficial Serviu Región de Atacama Archivado el 28 de febrero de 2014 en Wayback Machine.
- Sitio web oficial Serviu Región de Coquimbo
- Sitio web oficial Serviu Región de Valparaíso
- Sitio web oficial Serviu Región Metropolitana
- Sitio web oficial Serviu Región de O'Higgins
- Sitio web oficial Serviu Región del Maule Archivado el 28 de marzo de 2014 en Wayback Machine.
- Sitio web oficial Serviu Región del Bio-Bío
- Sitio web oficial Serviu Región de la Araucanía
- Sitio web oficial Serviu Región de Los Ríos
- Sitio web oficial Serviu Región de Los Lagos
- Sitio web oficial Serviu Región de Aysén
- Sitio web oficial Serviu Región de Magallanes

- Datos: Q16630742
- Multimedia: Servicio de Vivienda y Urbanización / Q16630742